# .bt
A .bt Bhután internetes legfelső szintű tartomány kódja. A Bhutáni Kommunikációs Minisztérium felügyelete alá tartozik.
2005. november 7-én 84 cím volt regisztrálva.

## Fordítás
- Ez a szócikk részben vagy egészben  a(z)   .bt című angol Wikipédia-szócikk ezen változatának fordításán alapul.  Az eredeti cikk szerkesztőit annak laptörténete sorolja fel. Ez a jelzés csupán a megfogalmazás eredetét és a szerzői jogokat jelzi, nem szolgál a cikkben szereplő információk forrásmegjelöléseként.